# Balder
För andra betydelser, se Balder (olika betydelser).

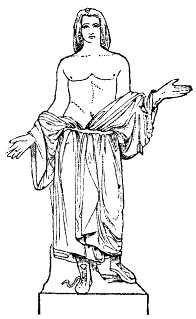
Balder.

Balder (fornnorska/fornisländska Baldr, isländska Baldur), vilket betyder "den lysande" eller "herren", är en gud i nordisk mytologi. 
Son till Oden och Frigg, make till Nanna och far till Forsete ("Forseti"). 
Balder bodde i Bredablick.
Balder sades vara bäst av asarna. Det var omöjligt att säga något ont om honom. Han var vacker, ljus, god, vis och omtyckt, men hans domar ägde inte bestånd. De andra gudarna brukade säga, att så länge de hade kvar Balder, kunde det inte gå alltför illa för dem. Därför blev de mycket rädda, när han började drömma mardrömmar om att han skulle bli mördad. Och trots alla deras ansträngningar blev det också så till slut. Efter Ragnarök skall dock Balder komma tillbaka från dödsriket tillsammans med sin bror Höder för att styra den nya världen.

## Balders död

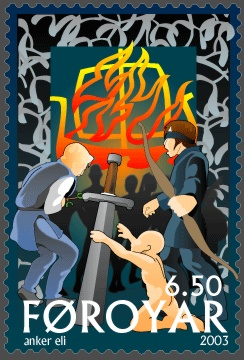
Färöiskt frimärke föreställande Balders död

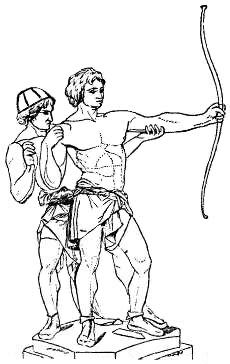
Loke lurar Höder att skjuta Balder.

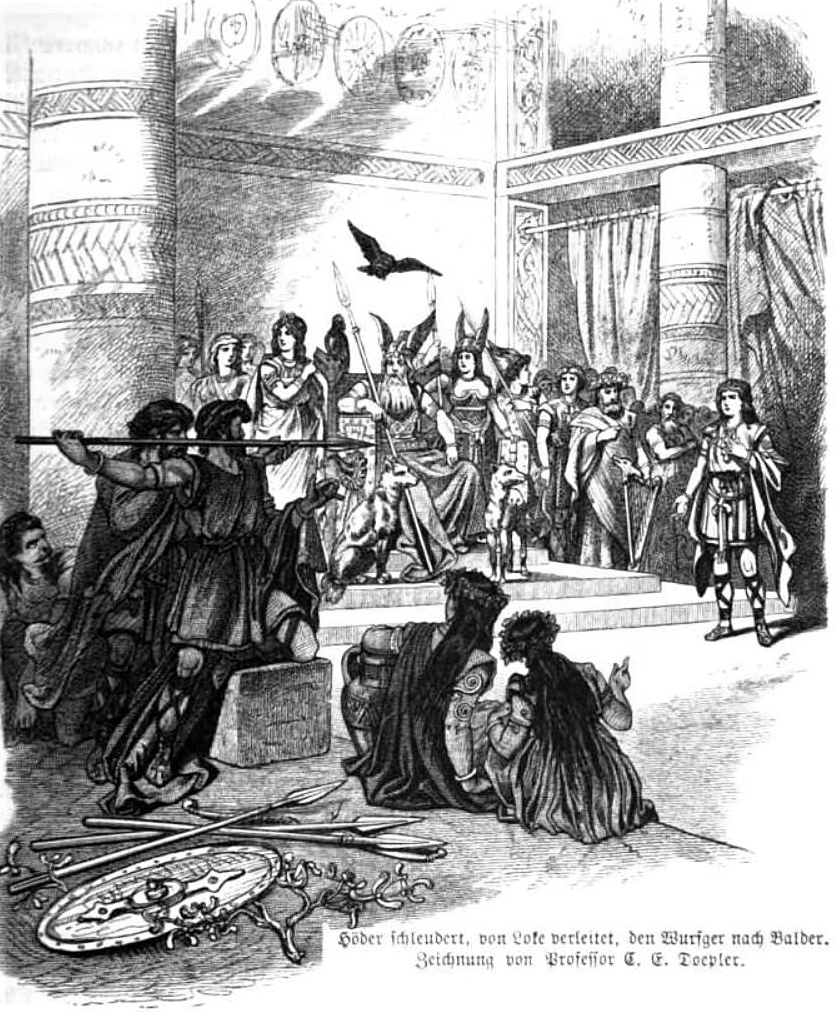
Höder illustreras som spjutkastare.

Balders död har på två sinsemellan väldigt skilda sätt skildrats av såväl Snorre Sturlasson som Saxo Grammaticus.  
Snorres berättelse börjar med att Balder får en rad onda drömmar, vilket gjorde asarna så oroliga att Oden sadlade Sleipner och red till Hel. Där sökte han upp en völva, som avslöjade att en boning i dödsriket redan hade ställts i ordning åt Balder, då han snart skulle komma dit. Oden återvände till Asgård, varpå hans hustru och Balders mor Frigg färdades vida omkring och bad allt hon såg att lova med helig ed att inte skada hennes son. Löftet gavs överallt. Därmed tycktes bekymret vara ur världen, och gudarna roade sig med att samlas och skjuta på Balder, och kasta spjut och stenar mot honom, eftersom han nu var osårbar.
Alla väsen älskade Balder, utom Loke. Han förklädde sig nu och sporde Frigg om hon verkligen tagit löfte av allt. Hon svarade ja, med ett enda litet betydelselöst undantag: väster om Valhall hade hon sett en liten mistel (mistilteinn), som hon tyckte var för ung för att avkrävas ed. Då gav sig Loke av, plockade misteln och skar till en pil av den. Sedan gick han fram till Balders blinde bror Höder, som stod sysslolös litet avsides, och frågade honom varför han inte roade sig som de andra. Höder svarade att det var därför att han inte kunde se att skjuta eller kasta. Loke gav honom då mistelpilen och hjälpte honom att sikta, vilket blev Balders bane.
Balder fick en ståtlig begravning i sitt eget skepp Ringhorne (Hringhorni). Det skulle skickas till havs och stickas i brand men ingen kunde rubba det. Gudarna blev tvungna att skicka efter jättinnan Hyrrokkin, som kom ridande på en varg med en huggorm som töm. Hon behövde bara knuffa till skeppet en gång, så gled det ut till havs. Tor ville då dräpa Hyrrokkin med Mjölner men de andra gudarna vädjade för henne.
När Balders kropp lades på bålet brast hans hustru Nannas hjärta, och hennes kropp lades bredvid Balders, liksom Balders häst. Oden lade dit sin guldring Draupner, källa till oändlig rikedom då därifrån var nionde natt dröp åtta andra ringar, lika tunga som den själv. I Balders öra viskade Oden någonting, och vilka hans ord till sonen var i den stunden är en av de eviga gåtorna, ty den röjde han inte för någon.
Till slut vigde Tor skeppet med sin hammare, och det började brinna.
Men ännu gav gudarna inte upp. Oden hade ännu en son som hette Hermod (Hermodhr). Denne skickades till Hel, med tillsägelse att göra allt som stod i hans makt för att föra Balder åter till de levandes land. Nio dagar och nio nätter red han, genom mörka dalar och över de dödas flod. Han kom utan faror fram till Hel, där han såg att Balder bodde och blev väl behandlad. Hermod talade med Hel, som sade att hon skulle låta Balder återvända, på ett villkor: att varje ting och varje väsen i världen, både levande och döda, skulle begråta honom. Och det gjorde alla men än en gång med ett enda undantag: en gammal jättinna som sade sig heta Töck, som sade sig gjuta torra tårar för Balder då han ingen glädje givit henne. Därmed var Balder dömd att stanna i Hel till Ragnarök men då skall han återvända för att tillsammans med Höder styra nästa världsålder.
Myten om Balders död slutar dock inte med Balders död, ty i den gamla religionen var blodshämnden en helig plikt, för gudar likaväl som för människor. Balders direkte baneman var Höder; visserligen ofrivilligt men det brydde sig den tidens rättsuppfattning inte om. Balders indirekte baneman var Loke, och dessutom troddes Töck vara Loke i förklädnad, så han var skyldig även till Balders fortsatta bortovaro.
Ytterst hade dessutom alla gudar del i skulden, ty deras dåraktiga lek hade givit Loke hans tillfälle. Därför var ingen av dem lämpad att dräpa Höder. En ny hämnare måste avlas, och den saken åtog sig Oden.
En jättinna fanns som hette Rind (Rindr). Oden gick till henne och nio månader sedan föddes Odenssonen Vale (Váli). En natt gammal, innan han hunnit tvätta händerna eller kamma håret, sände han Höder till Hel. Där blev han lika väl mottagen som Balder, och därifrån skall han som sagt återvända tillsammans med denne. 
Även Loke fick sitt straff; han fjättrades och kommer inte att komma lös förrän Ragnarök.
Saxos version av Balders död skiljer sig väsentligt från Snorres: Här är Balder och Höder två jordiska krigare som slåss om Nannas hand. Höder kommer över ett magiskt svärd med vilket han dräper Balder (se Mistelten). Därefter åtföljs, precis som i Snorres version, Balder till underjorden av en stor skara krigare. Det har föreslagits att Saxos version skulle vara en specifik dansk tradition, men detta motsägs dock av själva namnen på karaktärerna, exempelvis Höder (Hotherus) och Rind (Rinda) vilka har latiniserade norsk-isländska former istället för de förväntade danska Had(er) och Vrind. Även det faktum att gudarna skildras i en negativ dager och t o m blir besegrade, vittnar om att Saxos version i allt väsentligt är ganska sen och tillkommen i kristen tid i Norge eller på Island, där Saxo medgivit att han hämtat mycket av sitt material. 
Fastän det bara är Snorre som direkt skriver att Höder var blind, så torde motivet med den blinde skytten vara gammalt. Det finns nämligen mytologiska lån i finsk folktro som styrker Snorres uppgift. I Kalevala dödas den finske Lemminkäinen, som har stora likheter med Balder, av ett pilskott från "den blinde herden med den våta hatten".  På finska blir "våta hatten" - "märkä hattu", vilket från början kan ha varit en feltolkning av "mörke Had(er)", som är fornsvenskans språkliga form för Höder. Det är en myt som i så fall måste ha kommit till Finland från Sverige och visar därmed att den version av Balders död som återgavs av Snorre också berättats i östra Norden.

## Minnen av Balder
Enligt Snorre så fanns det "ett gräs så vitt att man jämförde det med Balders brå (ögonbryn)."  Man påträffar också i södra Sverige och i andra nordiska länder några växter som har haft grundformen Baldersbrå. Det finns även några ortnamn i Sverige som skulle kunna syfta på dyrkan av Balder, såsom Ballersta (äldre Baldrestum) Baldringe, Ballersjö och Balderum.

## Balder och Kristus
Det finns flera likheter mellan traditionen om den vite Balder och Vite Krist (Balder beskrevs till exempel som "den vitaste av asar" och Kristus kallades Vite Krist). Båda är framställda som goda och lidande gudar, båda dör och blir begråtna; kristendomens dualistiska motiv, kampen mellan gud och djävul, kan återfinnas i konflikten mellan Balder och Loke. I enlighet härmed skulle Balder i Snorres version vara en kristianiserad asagud. Sambandet är dock omdiskuterat, och källorna är alltför motstridiga för att någon entydig tolkning ska kunna göras. Balder framstår som den kanske mest svårtolkade av asalärans gudagestalter.
Förmodligen är det befintliga materialet sprunget ur flera traditioner. Enligt viss forskning [källa behövs] ska Balder utgöra en nordisk uttolkning av den orientaliske fruktbarhetsguden, vilket i korthet innebar att han var en av Odens krigare, som offrades för att grödan skulle komma tillbaka på våren.
Det finns även en parallell mellan Balder som dör och ska återuppstå efter ragnarök, med mellanösterns gud Baal som dog och återuppstod i Baalcykeln.